# Sweeney Todd, a Fleet Street démoni borbélya
Sweeney Todd, a Fleet Street démoni borbélya (Sweeney Todd: The Demon Barber of Fleet Street) 2007-ben bemutatott film, kategóriáját tekintve fekete komédia/horror film/musical, a Sweeney Todd, a véres londoni borbély című Stephen Sondheim- és Hugh Wheeler-musicalből készült adaptáció. A filmben Johnny Depp játssza a címszerepet. Ez a hatodik alkalom, hogy Depp a rendező Tim Burtonnel dolgozik együtt, akinek felesége, Helena Bonham Carter alakítja Mrs. Lovett-et. 
Az Amerikai Egyesült Államokban 2007. december 21-én, Angliában 2008. január 28-án került bemutatásra. Magyarországon a bemutatás időpontja 2008. február 21. 
A 65. Golden Globe-gálán elnyerte a Legjobb film (musical vagy vígjáték) és a Legjobb színész (vígjáték vagy musical) díjakat. A 80. Oscar-díj Gálán pedig jelölést kapott a Legjobb férfi főszereplő, a Legjobb díszlet és a Legjobb jelmeztervezés kategóriákban.

## Cselekmény
Benjamin Barker (Johnny Depp), egy borbély, akit igazságtalanul letartóztat és Ausztráliába küld kényszermunkára a kéjéhes Turpin Bíró (Alan Rickman), aki megkívánja Barker „gyönyörű és erényes” feleségét, Lucy-t (Laura Michelle Kelly). Tizenöt évvel később Barker visszatér, miután megszökött Ausztráliából egy fiatal tengerész fiú, Anthony (Jamie Campbell Bower) segítségével. Még a hajón felveszi a Sweeney Todd nevet, így tér vissza régi lakásába, amely Nellie Lovett (Helena Bonham Carter) pite boltja felett van a Fleet Streeten. A boltban találkozik Mrs. Lovett-tel, aki felismeri benne az egykori Benjamin Barkert, volt bérlőjét. Az asszony elmondja neki, hogy Turpin, miután őt letartóztatta, egy csellel magához csalta, és az ünneplő társaság előtt megerőszakolta Barker feleségét, aki megmérgezte magát a megaláztatás miatt; lányát, Johannát pedig Turpin Bíró vette magához gyámjaként. Miután ezeket a híreket megtudja, Todd bosszút esküszik, majd Mrs. Lovett szövetségeseként és segítségével újra megnyitja borbélyüzletét az emeleti lakásban. A nő hosszú éveken át megőrizte Barker ezüst borotvakéseit.
Eközben Anthony London utcáin ténfereg, majd egy ablakban meglátja a tizenéves Johannát (Jayne Wisener) és azonnal beleszeret. Ezt észreveszi a lány szerelmes gyámja is, Turpin bíró, aki előbb megfenyegeti a fiút, majd kidobatja szolgájával, Beadle Bamforddal (Timothy Spall). 
Később Mrs. Lovett elkíséri Toddot a piactérre, ahol egy olasz borbély, Adolfo Pirelli (Sacha Baron Cohen) és fiatal segédje műsorát nézik meg, melyben egy hajnövesztő szert reklámoznak. Todd leszólja a terméket, ezért Pirelli borbély-párbajra hívja, melyre Todd Bamfordot kéri fel döntőbírónak. A gyorsasági versenyt Todd nyeri, aki megragadja az alkalmat, hogy meghívja üzletébe Bamfordot egy borotválásra.
Nem sokkal azután, hogy Mrs. Lovett és Todd visszatérnek a piteboltba, megjelenik Pirelli és fiatal segédje, Toby. Míg a fiúcska lent issza Mrs. Lovett ginjét, addig az emeleten Pirelli felfedi Todd előtt, hogy ő valójában Barker régi tanulója, David Conners, és azzal fenyegeti meg a férfit, hogy amennyiben nem adja neki havonta a jövedelme felét a hallgatásáért, felfedi, hogy az új borbély nem más, mint Benjamin Barker, a szökött fegyenc. Todd elveszíti önuralmát, és megöli Pirellit. Mrs. Lovett, miután rájön, hogy Toby eddigi felügyelője meghalt, magához veszi a fiút, hogy gondozza. Turpin ellátogat Toddhoz, és csak az menti meg, hogy Anthony (jelenlétéről nem tudva) beviharzik, és közli, hogy megszökik Johannával – ez a fordulat ugyanis meglepi a bíró torkát elvágni készülő borbélyt, áldozata így kiszabadul, és dühöngve elrohan, megígérve, hogy vissza sem jön. A feltüzelt és őrjöngő Toddot Mrs. Lovett csillapítja le nagy nehezen – megegyeznek, hogy amíg a bosszúra sor nem kerül, a borbély minden vendégén „gyakorol”, a hullák húsát pedig a bolt fellendítése érdekében a pitékbe sütik. Ehhez Todd a borbélyszékéhez egy pedállal nyitható csapóajtót készít, amelyen át az „alapanyag” egyenest a pincébe zuhan.
Anthony megtudja, hogy Turpin a házassági ajánlatát visszautasító Johannát elmegyógyintézetbe küldte, és Toddal a kiszabadítását tervezik. Megszöktetik, a borbély pedig (hogy magához csalogassa) a bíróhoz küldi Tobyt, hogy adja át: Todd tudja, hol a lány. A fiú azonban fél Toddtól és gyanakszik rá, ezért amint visszajön, Mrs. Lovett (hogy ne legyen láb alatt) bezárja a pincébe.
Előörsként befut Beadle, akit a borbély persze megöl – a lezuhanó teste miatt Toby elbújik a csatornában. A film elejétől újra és újra feltűnő koldusasszony végre bejut a boltba, és mivel felismeri a férfit, elvágott torokkal végzi.
Turpin percekkel ezután megérkezik, Todd bosszút áll rajta, az álruhás Johanna pedig (aki végignézte az eddigieket) előbújik rejtekhelyéről a borbély szobájában, aki észreveszi és kis híján megöli, hisz nem ismeri fel. Mrs. Lovett sikolyára azonban Todd lerohan a konyhába, ahol megtudja, hogy Turpin még élt, s mielőtt elvérzett volna, megragadta a ruháját. A kemence tüzének fényénél a borbély felismeri a koldusasszonyban Lucyt, a feleségét, szállásadónője pedig bevallja: a nő ugyan megitta a mérget annak idején, de nem halt bele, hanem „csak” megőrült, ő pedig ezt mindvégig tudta. Azért hallgatta el, mert szerelmes a borbélyba. Todd groteszk módon keringőzni kezd vele, majd belöki a nyitott kemencébe, és végignézi, ahogy elég, ezek után pedig ölébe veszi Lucy holttestét, és ringatni kezdi. A dühös Toby előbújik a csatornából, és felveszi a borbély elejtett borotváját. A már halált kívánó Todd némán megadja magát, a fiú pedig elvágja a torkát.

## Szereposztás
- Johnny Depp játssza Benjamin Barkert/Sweeney Toddot, a borbélyt, aki felesége és kislánya elvesztése miatt megfogadja, hogy bosszút áll a város gonosz lakosain (beleértve elsősorban Turpint, a bírót és csatlósát). Szeretett borotváival elvágja a torkukat. Todd magyar hangját Nagy Ervin adta.
- Helena Bonham Carter játssza Mrs. Lovettet, Todd bűntársát, aki az áldozatok húsát belesüti a húsos pitéibe, ezzel fellendítve az addig pangó üzletét. Mrs. Lovett magyar hangját Hűvösvölgyi Ildikó adta.
- Alan Rickman játssza Turpint, egy gonosz bírót, aki bezáratta Toddot és megerőszakolta a feleségét. Ezután örökbe fogadta Todd lányát, Johannát, mint a gyámja, és a lány szobájának falán lévő lyukon át kémkedik utána. Feleségül szándékozik őt venni, habár Johanna még alig 15 éves. Turpin magyar hangját Helyey László adta.
- Timothy Spall játssza Beadle Bamfordot, Turpin brutális bérencét. Bamford magyar hangját Csuja Imre adta.
- Sacha Baron Cohen játssza Daniel 'O Higginst/Signor Adolfo Pirellit, Todd ír (álruhában olasz) riválisát és korábbi alkalmazottját. Higgins magyar hangját Scherer Péter adta.
- Laura Michelle Kelly játssza Lucy Barkert, Todd feleségét. A férje távollétében egy őrült koldus lett belőle, azt követően, hogy Turpin megerőszakolta. Lucy Barker magyar hangját Czirják Csilla adta.
- Jayne Wisener játssza Johanna Barkert, Todd lányát. Johanna magyar hangját Vadász Bea adta.
- Jamie Campbell Bower játssza Anthony Hope-ot, egy tengerészt, aki támogatja Toddot és beleszeret Johannába. Hope magyar hangját Hevér Gábor adta.
- Ed Sanders játssza Tobias „Toby” Ragg-et, Pirelli gin-kedvelő fiatal asszisztensét, aki később csatlakozik Toddhoz és Lovetthez. Egy dologházban élt és dolgozott fiatal éveiben, mielőtt Pirelli becsapta volna.